# Ciclismo ai Giochi della XXXII Olimpiade - Cronometro maschile
La prova a cronometro maschile dei Giochi della XXXII Olimpiade si è svolta il 28 luglio 2021 su un percorso di 44,20 km al circuito del Fuji situato a Oyama nella prefettura di Shizuoka a Tokyo, in Giappone. Alla gara hanno preso parte 39 atleti. L'oro è stato conquistato dallo sloveno Primož Roglič, mentre l'argento e il bronzo sono andati rispettivamente all'olandese Tom Dumoulin e all'australiano Rohan Dennis.

## Programma
Tutti gli orari sono UTC+9
| Data                      | Ora   | Turno  |
| ------------------------- | ----- | ------ |
| Mercoledì, 28 luglio 2021 | 14:00 | Finale |

## Il percorso
I corridori hanno affrontato un percorso di 22,10 km al circuito del Fuji, percorrendolo per due volte.

## Squadre e corridori partecipanti
Alla competizione hanno partecipato 39 ciclisti di 31 nazioni. Le prime trenta nazioni del ranking UCI hanno avuto un atleta ciascuno. Altri dieci posti sono stati assegnati ai campionati del mondo del 2019, con un limite di due atleti per nazione.

## Risultati
| Pos. | N. gara | Ciclista               | Nazione                   | Tempo    | Distacco |
| ---- | ------- | ---------------------- | ------------------------- | -------- | -------- |
|      | 7       | Primož Roglič          | Slovenia                  | 55'04"   |          |
|      | 10      | Tom Dumoulin           | Paesi Bassi               | 56'05"   | a 1'01"  |
|      | 5       | Rohan Dennis           | Australia                 | 56'08"   | a 1'04"  |
| 4    | 3       | Stefan Küng            | Svizzera                  | 56'08"   | a 1'04"  |
| 5    | 1       | Filippo Ganna          | Italia                    | 56'09"   | a 1'05"  |
| 6    | 2       | Wout Van Aert          | Belgio                    | 56'44"   | a 1'40"  |
| 7    | 8       | Kasper Asgreen         | Danimarca                 | 56'52"   | a 1'48"  |
| 8    | 19      | Rigoberto Urán         | Colombia                  | 57'18"   | a 2'14"  |
| 9    | 24      | Remco Evenepoel        | Belgio                    | 57'21"   | a 2'17"  |
| 10   | 12      | Patrick Bevin          | Nuova Zelanda             | 57'24"   | a 2'20"  |
| 11   | 23      | Alberto Bettiol        | Italia                    | 57'38"   | a 2'34"  |
| 12   | 6       | Geraint Thomas         | Gran Bretagna             | 57'46"   | a 2'42"  |
| 13   | 33      | Hugo Houle             | Canada                    | 57'56"   | a 2'52"  |
| 14   | 34      | Stefan de Bod          | Sudafrica                 | 57'57"   | a 2'53"  |
| 15   | 14      | Maximilian Schachmann  | Germania                  | 58'33"   | a 3'29"  |
| 16   | 9       | João Almeida           | Portogallo                | 58'33"   | a 3'29"  |
| 17   | 4       | Rémi Cavagna           | Francia                   | 58'39"   | a 3'35"  |
| 18   | 16      | Maciej Bodnar          | Polonia                   | 58'47"   | a 3'43"  |
| 19   | 35      | Nikias Arndt           | Germania                  | 58'49"   | a 3'45"  |
| 20   | 15      | Aleksandr Vlasov       | ROC                       | 58'55"   | a 3'51"  |
| 21   | 27      | Nelson Oliveira        | Portogallo                | 58'59"   | a 3'55"  |
| 22   | 32      | Tanel Kangert          | Estonia                   | 59'05"   | a 4'01"  |
| 23   | 13      | Tobias Foss            | Norvegia                  | 59'51"   | a 4'47"  |
| 24   | 11      | Brandon McNulty        | Stati Uniti               | 59'57"   | a 4'53"  |
| 25   | 29      | George Bennett         | Nuova Zelanda             | 1h00'28" | a 5'24"  |
| 26   | 30      | Michael Kukrle         | Rep. Ceca                 | 1h00'41" | a 5'37"  |
| 27   | 25      | Richie Porte           | Australia                 | 1h00'53" | a 5'49"  |
| 28   | 31      | Nicolas Roche          | Irlanda                   | 1h01'23" | a 6'19"  |
| 29   | 26      | Tao Geoghegan Hart     | Gran Bretagna             | 1h01'44" | a 6'40"  |
| 30   | 21      | Toms Skujiņš           | Lettonia                  | 1h02'04" | a 7'00"  |
| 31   | 20      | Patrick Konrad         | Austria                   | 1h02'05" | a 7'01"  |
| 32   | 18      | Aleksej Lucenko        | Kazakistan                | 1h02'21" | a 7'17"  |
| 33   | 36      | Amanuel Gebreigzabhier | Eritrea                   | 1h03'22" | a 8'18"  |
| 34   | 28      | Lawson Craddock        | Stati Uniti               | 1h03'52" | a 8'48"  |
| 35   | 38      | Saeid Safarzadeh       | Iran                      | 1h05'14" | a 10'10" |
| 36   | 37      | Azzedine Lagab         | Algeria                   | 1h05'21" | a 10'17" |
| 37   | 22      | Lukáš Kubiš            | Slovacchia                | 1h06'25" | a 11'21" |
| 38   | 39      | Ahmad Wais             | Atleti Olimpici Rifugiati | 1h08'40" | a 13'36" |
| DNF  | 17      | Ion Izagirre           | Spagna                    | -        | -        |